# Сіллано
Сіллано (італ. Sillano) — колишній муніципалітет в Італії, у регіоні Тоскана,  провінція Лукка. З 1 січня 2015 року Сіллано є частиною новоствореного муніципалітету Сіллано-Джункуньяно.
Сіллано розташоване на відстані близько 320 км на північний захід від Рима, 95 км на північний захід від Флоренції, 50 км на північ від Лукки.
Населення — 638 осіб (2014).
Щорічний фестиваль відбувається 24 серпня. Покровитель — святий Варфоломій.

## Демографія
Населення за роками:

Станом на 31 грудня 2010 року в муніципалітеті офіційно проживало 37 іноземців з 5 країн, серед них 26 громадян країн Євросоюзу.

## Сусідні муніципалітети
- Колланья
- Фівіццано
- Джункуньяно
- Лігонкьо
- П'яцца-аль-Серкьо
- Сан-Романо-ін-Гарфаньяна
- Вілла-Коллемандіна
- Вілла-Міноццо